# Trommelslager
Een trommelslager (ook wel trommelaar of tamboer) is iemand die op een trommel slaat met een bepaalde functie. Sinds de 16e eeuw  werd de trommelslager gebruikt om tijdens de marsen van de legers het tempo aan te geven en commando's door te geven. De ontwikkeling is in China begonnen en via het Ottomaanse Rijk in Europa terechtgekomen. Vaak wordt gedacht dat de tamboer een jonge man was die nog niet geschikt was om te vechten, maar dat is niet waar: tamboers waren volwaardige soldaten met een zeer specifieke taak. Tijdens het gevecht gaf de tamboer met een wisseling van slagen de bevelen van de krijgsheer door met zijn trommel. Naast voor het geven van signalen werd de trom gebruikt om marsen ordelijk te laten verlopen en te verlichten. Ook bij de geschutsexercitie speelde de tamboer een belangrijke rol.
Tamboers maken deel uit van fanfarekorpsen en harmonieën, waarbij het slagwerk meestal het ritme aangeeft. Vaak worden tamboers gezien als deel van het orkest, maar meestal spelen tamboers ook specifieke muziekstukken.
Vaak werden de trommelaars ondersteund door hoornblazers die signalen konden weergeven over grotere afstand. Een voorbeeld daarvan is te zien in westernfilms waar de cavalerie onder luid hoorngeschal net op tijd verschijnt.

## Oproep tot kerkgang

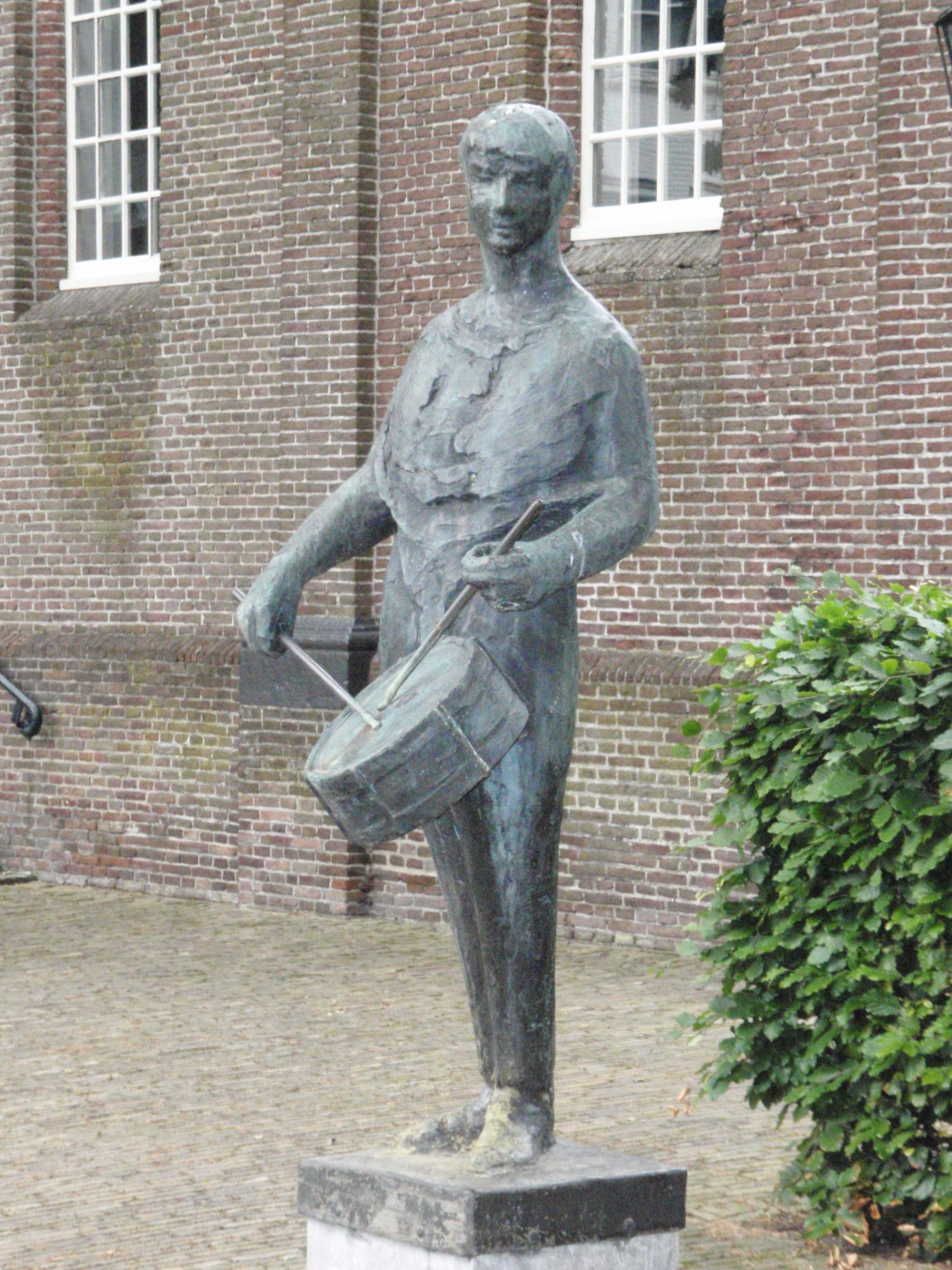
Trommelslager van Johan Sterenberg in Hoogeveen

In de Drentse plaats Hoogeveen is tot op de dag van vandaag een trommelslager actief rond de kerkdiensten. Aanvankelijk om op zondagen de mensen aan te sporen naar de kerkdienst te gaan. Nu is het een auditieve begroeting, bij bijzondere diensten, en wordt deze ook ingezet bij culturele evenementen en goede doelen. Dit gebruik stamt uit de 17e eeuw, vlak na het ontstaan van Hoogeveen. Omdat de vaste predikant van Hoogeveen uit Echten moest komen en onregelmatig diensten hield, werd de bevolking van Hoogeveen door de trommelslager in kennis gesteld van diens aanwezigheid. De trommelslager was dan ook gelijk dorpsomroeper. De trommelslager liep langs diverse routes door het dorp Hoogeveen. De kerkgangers maakten teksten op zijn slagritme. Een ervan was:
Volk van Noord, Volk van Noord
Gaat naar de kerk en hoort Gods Woord.
Er waren er echter veel meer, en de trommelslager ervoer het gedrag van - vooral kinderen - als jennen. Het tweede couplet is dan ook te grof om te publiceren. Overigens is het bedenken van een tekst een traditionele wijze waarop een trommelslager ook zijn ritme kan vasthouden. De oorsprong van de Hoogeveense traditie is onduidelijk. Het meest voor de hand ligt is dat bij de verplichte invoering van trommelslagers in ieder Drents kerspel, in 1647, Hoogeveen deze tevens in ging zetten voor de kerk, als dorpsomroeper en als brandalarm. Een verhaal wil dat de tamboer er kwam omdat de grond van het Hooge Veen te drassig was om een kerktoren te kunnen bouwen, maar de eerste kerk had wel degelijk een toren. Zo zijn er meerdere verklaringen inmiddels volledig ontkracht, op basis van langdurig onderzoek. De trommelslagers waren aanvankelijk in dienst van het kerspel en de burgerlijke gemeente, terwijl ze ook trommelden voor de kerk. Vanaf 1899 stelde de kerk zelf een trommelslager aan. Later werd dit overgenomen door de Christelijke Muziekvereniging Wilhelmina. In 2008 werd dit overgenomen door de Tamboercompagnie, een werkgroep van de historische vereniging Die Luyden van 't Hooge Veene. Eigenlijk zijn het altijd al groepjes geweest. Wie 'hoofdaannemer' was, kon dit alleen doen als hij of zij mensen om zich heen had, die gezamenlijk voor alle gelegenheden inzet van een trommelslager konden garanderen.
In 2015 werd de Hoogeveense trommelslager toegevoegd aan de Nationale Inventaris Immaterieel Cultureel Erfgoed; een lijst waar Nederlandse tradities op staan.

## Nederlandse leger
In 1814 schreef de componist Rauscher op verzoek van koning Willem I het boekje Marschen en Signalen voor de Koninklijke Nederlandsche Armée. De tamboers en pijpers van het Nederlandse leger en de schutterij zijn de toen ingevoerde muziektechniek lang trouw gebleven.
Nederlands bekendste tamboer was wellicht Haring Harings (1815-1906) uit Leeuwarden. Hij was op 90-jarige leeftijd de oudste tamboer van Nederland met een dienstverband bij de schutterij van 75 jaar.
Door de veranderde wijze van oorlog voeren verdween de tamboer uit het leger, behalve in ceremoniële functies. Na de Tweede Wereldoorlog kwamen bij de Koninklijke Landmacht dienstplichtige tamboers en hoornblazers in dienst en ging men over op een nieuwe techniek, het Tesink-systeem, gebaseerd op het concertslagwerk.